# Розкладання

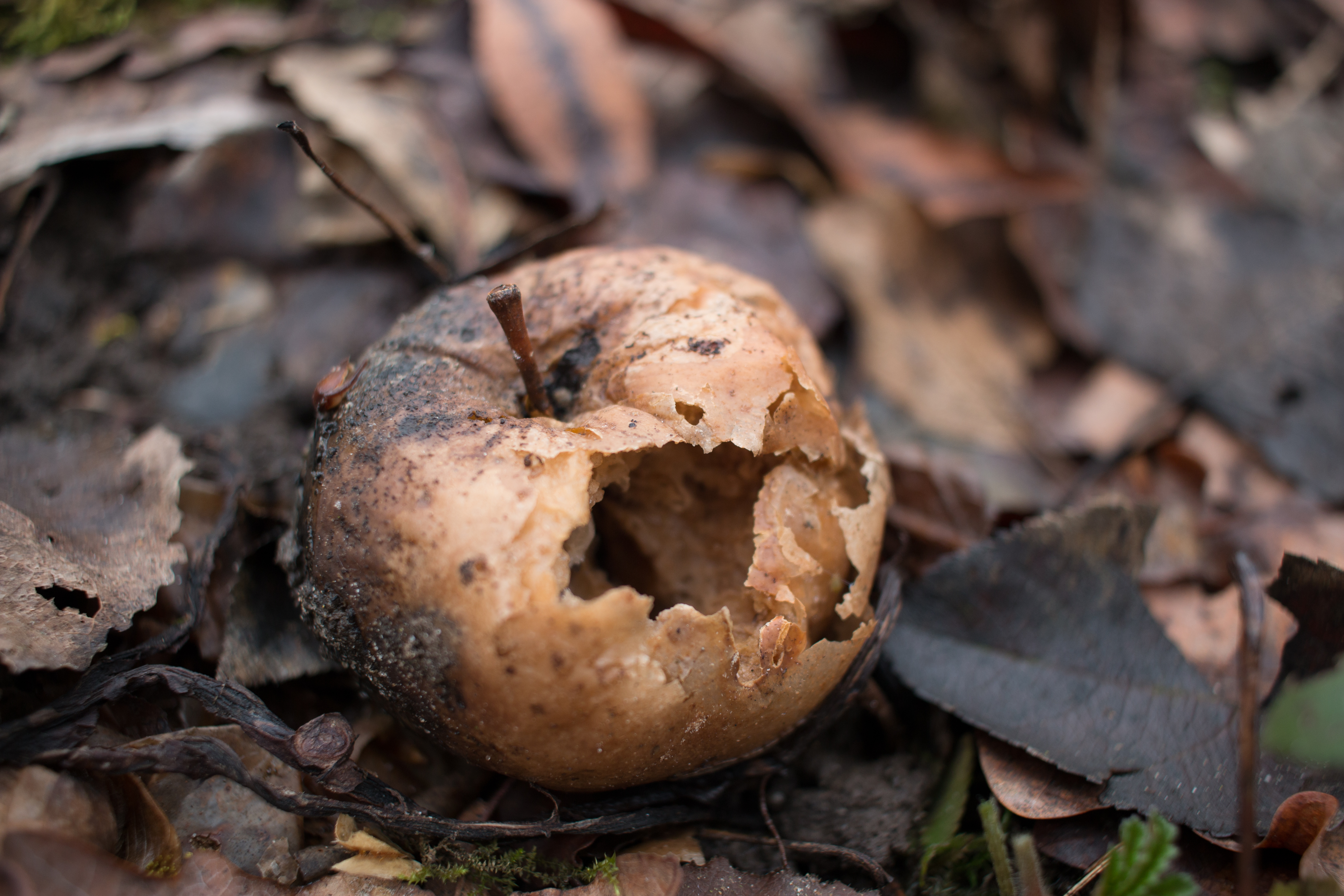
Гниле яблуко після того, як воно впало з дерева

Розкладання або гниття — це те, що відбувається з живими істотами, коли вони вмирають. Це також трапляється з будь-якими органічними матеріалами, такими як харчові продукти. Причина цього полягає в тому, що органічні молекули є запасами будівельних блоків та енергії. Усе, що розщеплює органічний матеріал, використовує енергію та будівельні блоки для свого відтворення.
Ціле царство живих істот не робить нічого, крім як розщеплює органічний матеріал: гриби. Їхній спосіб життя називають «сапрофітним», тому що вони розщеплюють і поглинають органічні речовини через клітинні стінки.
Значну частину розкладання здійснюють мікроби, особливо бактерії. Також поширеним є перетравлення м'яса личинок. Якщо комахи відкладають яйця, з них вилуплюються опариші, які починають харчуватися тканинами тіла.
Нарешті, розкладання може відбуватися за допомогою неорганічних процесів. Усі органічні матеріали з часом руйнуються, оскільки вони перебувають у вищому енергетичному стані, ніж звичайні неорганічні матеріали.
| Білки                                           | Вуглеводи                  | Ліпіди                                       |
| Протеози, пептони, поліпептиди та амінокислоти  | Глюкоза                    | Вільні жирні кислоти (насичені і ненасичені) |
| Фенольні речовини і гази                        | Органічні кислоти і спирти | Солі жирних кислот                           |
| Органічні кислоти та продукти декарбоксилювання | Вода, вуглекислий газ      | Альдегіди і кетони                           |
| Азот і фосфор                                   | Гази                       | Жировник                                     |